# Kästleinsmühle

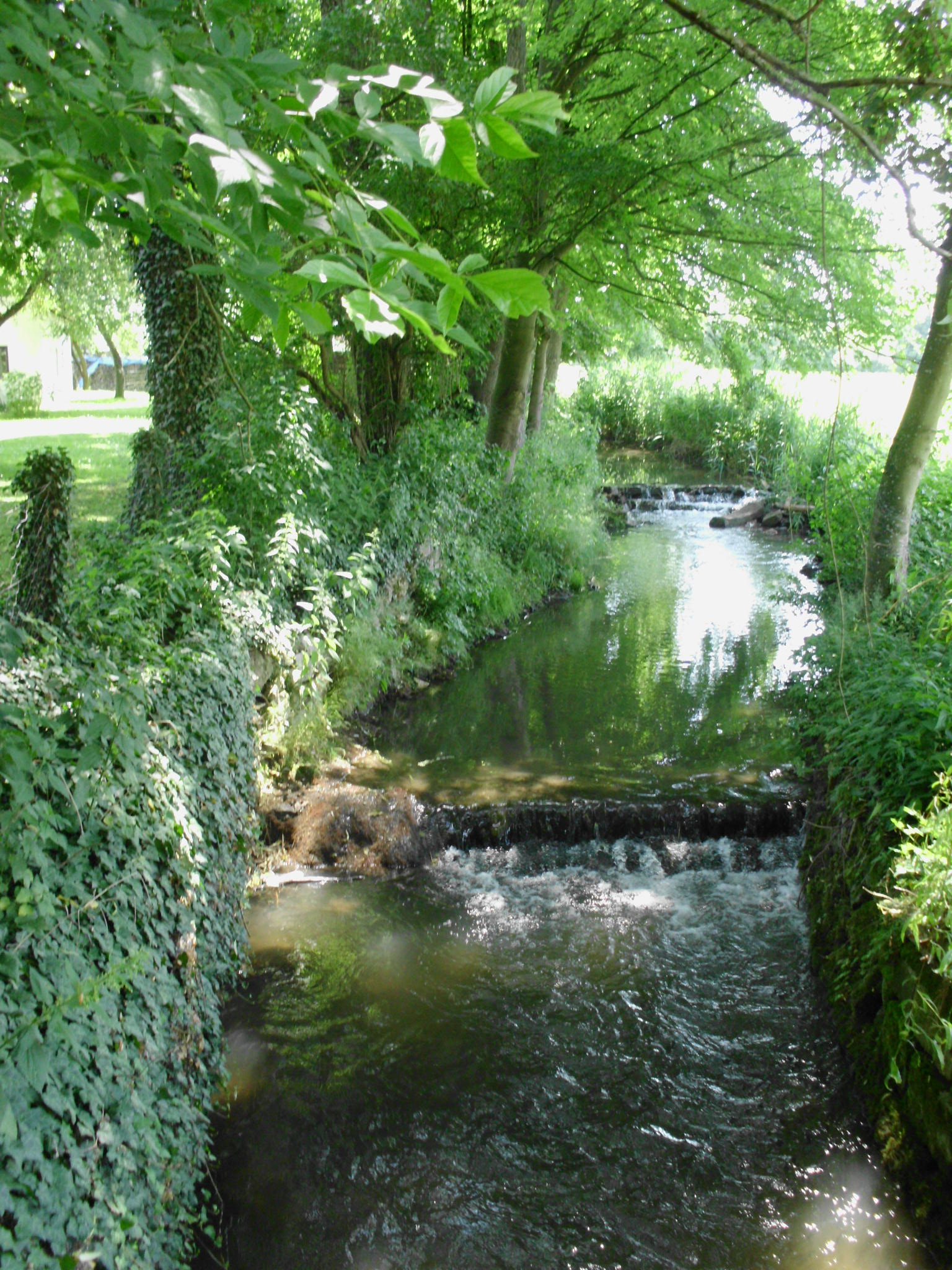
Der Kästleinsmühlbach

Kästleinsmühle ist ein Gemeindeteil der Stadt Treuchtlingen im Landkreis Weißenburg-Gunzenhausen (Mittelfranken, Bayern). Kästleinsmühle liegt in der Gemarkung Treuchtlingen.

## Lage
Die Einöde liegt am vom Schambach abgeleiteten Kästleinsmühlbach südlich des Nagelbergs und östlich der Altmühl und ist über die Treuchtlinger Kästleinsmühlenstraße zu erreichen.

## Ortsnamendeutung
Die Mühle ist entweder nach einem Vorbesitzer namens Cästlein/Kästlein oder nach Kästen als Speicherbehältnisse der Mühle benannt.

## Geschichte
Die Mühle ist ursprünglich als „Mühle in der Aue“ bezeichnet: 1348 schenkte der Marschall von Pappenheim der Heilig-Geist-Kapelle in Pappenheim ein Gut zu „Awmill“. 1360 bestätigte laut Kopialbuch des Pappenheimer Augustinerklosters Heinrich von Pappenheim diese Stiftung. 1447 verkaufte Hans von Kronham seine Rechte an der Mühle an das Augustinerkloster in Pappenheim. Der Aumüller dieses Klosters hieß laut Klostersalbuch 1561 Caspar Bayerschmidt. 1644 kam die nunmehrige „Cästleins Mühl“ unter das ansbachisch-markgräfliche Verwalteramt Treuchtlingen, das die Vogteirechte ausübte. 1647 heißt es, dass die Cästleins Mühl früher „Troubenmühl“ genannt wurde, wohl weil sie sich unterhalb des ehemaligen pappenheimischen Weinbergs befindet. 1650 wird von der Mühle als „Au- izo (= jetzt) Cästleinsmühl“ gesprochen. 1693 hieß der „Kastenmüller“ laut der Pfarrmatrikel von Dietfurt Thomas Kazenberger, 1728 der „Au- oder Kästleinsmüller“ Georg Bayer.
1791/92 wurde das brandenburg-ansbachische Verwalteramt Treuchtlingen preußisch. So kam die Mühle 1803 zunächst an das Königreich Preußen und dann 1806 an das Königreich Bayern. Dort wurde sie Teil des Steuerdistrikts Treuchtlingen im Landgericht Heidenheim. 1810 wurde aus dem Steuerdistrikt unter Angliederung weiterer Mühlen und von Ober- und Unterheumödern die Munizipalgemeinde Treuchtlingen, die ab 1857 dem Landgericht Pappenheim und dem Rentamt Weißenburg zugeordnet war (ab 1862 Bezirksamt Weißenburg, ab 1939 Landkreis Weißenburg, heute Landkreis Weißenburg-Gunzenhausen).
Am 23. Februar 1945 wurde die Mühle bei einem US-Bombenangriff auf Treuchtlingen zerstört. Danach wurde das Wohngebäude etwas abseits des Baches neu errichtet und der Mühlenbetrieb nicht wieder aufgenommen, sondern das Anwesen nur noch landwirtschaftlich genutzt. Auch diese Nutzung wurde 1985 aufgegeben.
Die in der Nähe „Judenduck“ genannte Quelle diente den Juden zu rituellen Reinigung. Ab 1780 wurde das Wasser in Holzröhren zur Synagoge in Treuchtlingen übergeleitet. Sie stellt die älteste Wasserleitung Treuchtlingens dar.

### Einwohnerzahlen
- 1818: 8 Einwohner[10]
- 1840: 9 Einwohner (2 Familien)[11]
- 1950: 11 Einwohner[10]
- 1961: 17 Einwohner, 4 Wohngebäude[12]
- 1987: 3 Einwohner, 1 Wohngebäude[1]